# Nikola Storm
Nikola Storm (ur. 30 września 1994 w Maldegem) – belgijski piłkarz grający na pozycji lewoskrzydłowego. Od 2018 jest zawodnikiem klubu KV Mechelen.

## Kariera klubowa
Swoją piłkarską karierę Storm rozpoczynał w juniorach takich klubów jak: KSK Maldegem (2001-2004), KSC Lokeren (2004-2008) i Club Brugge (2008-2013). W 2013 roku został zawodnikiem pierwszego zespołu Club Brugge. 7 grudnia 2013 zadebiutował w nim w pierwszej lidze belgijskiej w zwycięskim 3:0 domowym meczu z KV Mechelen, gdy w 75. minucie zmienił Maxime'a Lestienne'a. W sezonie 2014/2015 wywalczył z Brugge wicemistrzostwo Belgii oraz zdobył Puchar Belgii.
Latem 2015 roku Storm został wypożyczony do SV Zulte Waregem, w którym swój debiut zaliczył 12 września 2015 w zremisowanym 1:1 domowym meczu z KAA Gent. W Zulte Waregem spędził rok.
W styczniu 2017 Storm ponownie udał się na wypożyczenie, tym razem do drugoligowego OH Leuven. Swój debiut w nim zanotował 14 stycznia 2017 w przegranym 1:3 domowym meczu z AFC Tubize. W zespole Leuven grał przez półtora roku.
1 lipca 2018 Storm przeszedł za 250 tysięcy euro do drugoligowego KV Mechelen. Zadebiutował w nim 4 sierpnia 2018 w zremisowanym 1:1 wyjazdowym meczu z OH Leuven. W sezonie 2018/2019 wywalczył z Mechelen mistrzostwo drugiej ligi i awans do pierwszej. Sięgnął również po Puchar Belgii. W finale pucharu z KAA Gent, wygranym przez Mechelen 2:1, strzelił gola.
| Sezon   | Klub             | Kraj   | Rozgrywki       | Mecze | Gole |
| ------- | ---------------- | ------ | --------------- | ----- | ---- |
| 2013/14 | Club Brugge      | Belgia | Eerste klasse A | 3     | 0    |
| 2014/15 | Club Brugge      | Belgia | Eerste klasse A | 22    | 0    |
| 2015/16 | Club Brugge      | Belgia | Eerste klasse A | 4     | 0    |
| 2015/16 | SV Zulte Waregem | Belgia | Eerste klasse A | 17    | 0    |
| 2016/17 | Club Brugge      | Belgia | Eerste klasse A | 5     | 0    |
| 2016/17 | OH Leuven        | Belgia | Eerste klasse B | 13    | 1    |
| 2017/18 | OH Leuven        | Belgia | Eerste klasse B | 34    | 7    |
| 2018/19 | KV Mechelen      | Belgia | Eerste klasse B | 30    | 6    |
| 2019/20 | KV Mechelen      | Belgia | Eerste klasse A | 27    | 4    |
| 2020/21 | KV Mechelen      | Belgia | Eerste klasse A | 34    | 11   |

## Kariera reprezentacyjna
Storm grał w młodzieżowych reprezentacjach Belgii na szczeblach U-16, U-17, U-18 i U-19.